# Керженский
Керженский — сельский посёлок в составе Валковского сельсовета Лысковского района Нижегородской области.
Посёлок располагается в километре от левого берега реки Керженец на границе затопляемой при сильном паводке территории.